# Marc Bécam
Marc Bécam   (Saint-Martin-des-Champs, 9 d'octubre de 1931 - Kemper, 21 d'abril de 2021) fou un polític bretó. Treballà com a tècnic a la FDSEA (Fédération Départementale des Syndicats d'Exploitants Agricoles) de Finisterre. Militant del Reagrupament per la República, va ser diputat per Finisterre a les eleccions legislatives franceses de 1967, 1968, 1973 i 1986. Posteriorment fou senador per Finisterre de 1980 a 1986, secretari d'estat de Col·lectivitats locals de 1977 a 1980, membre del Consell General de Finisterre i alcalde de Quimper de 1977 a 1989.
| Precedit per: Jean Lemeunier | Alcalde de Quimper 1977 - 1989 | Succeït per: Bernard Poignant |